# 니나 스카이
니나 스카이(Nina Sky)는 미국의 R&B 듀오이다. 니콜과 나탈리는 일란성 쌍둥이다. 2004년 데뷔 싱글 "Move Ya Body"로 빌보드 핫 100 4위를 하였다.